# Hjørring Privatbaner

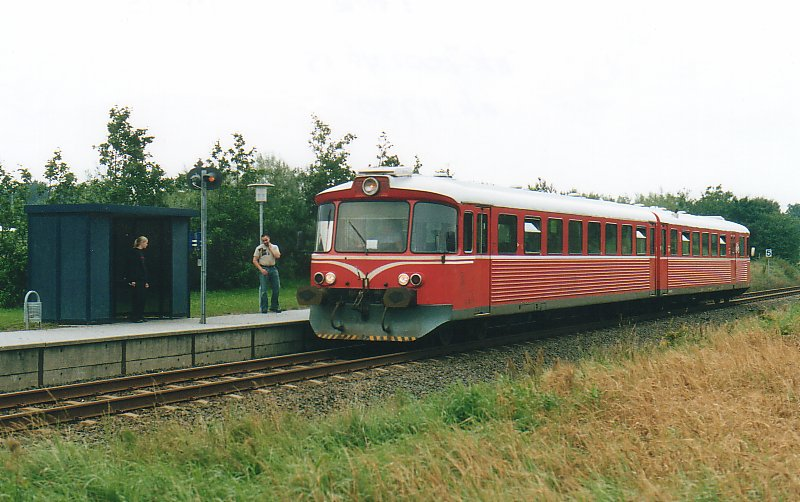
Een Lynette op de halte Sønderby in Tornby tussen Hjørring en Hirtshals.

Hjørring Privatbaner (HP), was een private spoorwegmaatschappij in het noorden van Jutland in Denemarken, in 1939 ontstaan uit een fusie tussen verschillende kleine spoorwegmaatschappijen rond Hirtshals: Hjørring – Løkken - Aabybro Jernbaneselskab (HLA), Hjørring - Hørby banen (HH), Hjørring - Hirtshals banen (HB) en Vodskov - Østervraa banen (VØ). Na de stillegging van veel lokale lijnen in de jaren 50 en '60 bleef alleen de lijn Hirtshalsbanen tussen Hjørring en Hirtshals over bij de Hjørring Privatbaner. Hierdoor werd deze maatschappij ook wel Hirtshalsbanen genoemd naar een van de vier voorlopers.
In de loop der jaren werkte de Hjørring Privatbaner veel samen met de Skagensbanen. In 2001 zijn deze beide spoorwegmaatschappijen gefuseerd tot de nieuwe spoorwegmaatschappij Nordjyske Jernbaner.

## Netwerk
Sinds de oprichting in 1939 heeft de Hjørring Privatbaner op de volgende trajecten gereden:
- Hjørring - Løkken - Åbybro (stilgelegd op 28 september 1963)
- Hjørring - Hørby (stilgelegd op 15 maart 1953)
- Hjørring - Hirtshals (Hirtshalsbanen)
- Vodskov - Østervrå (stilgelegd op 15 maart 1950)

Op deze lijnen vonden zowel reizigersverkeer als goederenverkeer plaats. Wegens stijgende exploitatiekosten werden de lijnen Vodskov - Østervrå en Hjørring - Hørby in respectievelijk 1950 en 1953 stilgelegd. Het reizigersverkeer op de lijn Hjørring - Løkken - Åbybro werd eveneens in de jaren 50 beëindigd. Voor goederenverkeer bleef deze lijn nog open tot 1963.

## Materieel
Tot en met de fusie in 2001 beschikte de HP over Lynette dieseltreinstellen voor de reizigersdienst tussen Hjørring en Hirtshals. Het materieel heeft tot het eind de oorspronkelijke oranjerode kleurstelling met witte biezen behouden.